# Durch den Monsun
Durch Den Monsun è il singolo d'esordio in lingua tedesca della band Tokio Hotel.
Ha riscosso un ottimo successo nella maggior parte dei Paesi nei quali è stato pubblicato, cioè Germania, Polonia, Austria, Belgio, Spagna, Svizzera, Danimarca, Francia, Repubblica Ceca e Venezuela. Due anni più tardi sarà ripubblicato, con il testo tradotto in lingua inglese, con il titolo di Monsoon.

## Video musicale
La band inizia a suonare in un canneto scosso dai soffi di vento, che pian piano diventa un monsone che infuria attorno a loro. Varie volte, si vede Bill sott'acqua, o che fissandosi in uno specchio vede al posto della propria immagine quella di Tom.
Le riprese sono state effettuate nei pressi di Heideweg, vicino a Magdeburgo. Il video è diretto da Sandra Marschner.
Nello speciale dedicato alla band sulla rivista BRAVO, Bill ricorda il making of dicendo: «È stata molto dura, ma anche divertente!» riferendosi al dover rimanere appeso a testa ingiù ad una trave d'acciaio sospesa sullo specchio d'acqua. Inoltre ha aggiunto di non sopportare la puzza che emanava il posto: «Abbiamo girato vicino ad un allevamento di maiali: era una cosa disgustosa!».

## Altre versioni

### La versione in giapponese
Prima della pubblicazione ufficiale del singolo, i produttori decisero di far registrare alla band una versione della canzone in lingua giapponese dal titolo Monsun o Koete. Bill Kaulitz, prima della registrazione del brano, prese lezioni da un vocal coach che gli insegnò la corretta pronuncia delle parole. Fu registrato un videoclip del singolo che David Jost commentò come "veramente divertente, perché Bill sembrava davvero un personaggio di un manga".

### La versione del 2020
Il 2 ottobre 2020 la band ha pubblicato, per la Epic Germany, una nuova versione del singolo, incluso successivamente nel settimo album in studio del gruppo, 2001 (2022). Il singolo, che presenta un nuovo arrangiamento, è stato accompagnato anche da un nuovo video musicale, che riprende alcune riprese originali del video girato quindici anni prima. Il brano è stato reinciso anche nella versione inglese Monsoon, pubblicata il 16 ottobre 2020.

## Tracce
1. Durch den Monsun (radio mix) – 3:58
2. Durch den Monsun (unplugged version) – 3:58
3. Monsun o koete (Grizzly mix) – 4:08
4. Leb' die Sekunde (versione originale) – 3:47
5. Durch den Monsun (video musicale) – 3:58

## Classifiche
| Classifica (2005) | Posizione massima |
| ----------------- | ----------------- |
| Austria           | 1                 |
| Belgio (Vallonia) | 6                 |
| Francia           | 8                 |
| Germania          | 1                 |
| Paesi Bassi       | 71                |
| Svizzera          | 5                 |